# 't Vliegend Hert (schip, 1729)

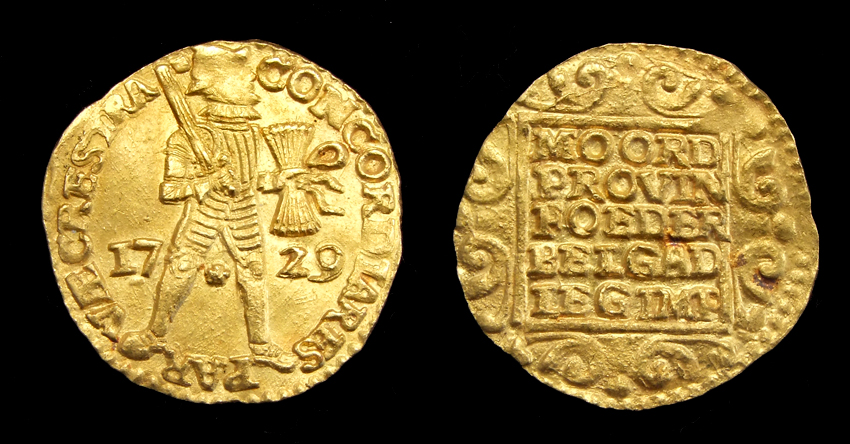
Gouden dukaat 1729 uit het scheepswrak 't Vliegend Hert

 't Vliegend Hert, ook  't Vliegend Hart genaamd was een spiegelretourschip van de Vereenigde Oostindische Compagnie. Het schip werd gebouwd in 1729 voor de VOC-Kamer Zeeland. Het had een laadvermogen van 850 ton, was 145 voet lang en bood plaats aan 256 bemanningsleden.
Op 3 februari 1735 vertrok het schip, onder leiding van schipper Cornelis van der Horst, vanuit Rammekens naar Oost-Indië. 't Vliegend Hert is, samen met haar gelijktijdig uitgevaren zusterschip de Anna Catharina, 18 km voor de kust van Vlissingen op een zandbank gevaren en lekgeslagen waarbij alle opvarenden zijn omgekomen. (Coördinaten: 51° 30′ NB, 03° 7′ OL)
Het scheepswrak van 't Vliegend Hert is in september 1981 ontdekt waarbij onder andere een geldkist met 2000 gouden dukaten en 5000 zilveren realen zijn gevonden. Een bijzondere ontdekking waren loden containers waarin tabak, ansjovis en kaas waren ingeblikt. Het wrak van de Anna Catharina met een lading zilveren muntgeld is nog niet teruggevonden. Ook flessen wijn werden gevonden en zijn onder andere in 2013 geveild.

## Scherven uit  't Vliegend Hart in het Rijksmuseum Amsterdam
Het Rijksmuseum Amsterdam bezit een bonte verzameling van scherven en fragmenten van glas, keramiek, steen, metaal en hout uit het scheepswrak van 't Vliegend Hert.

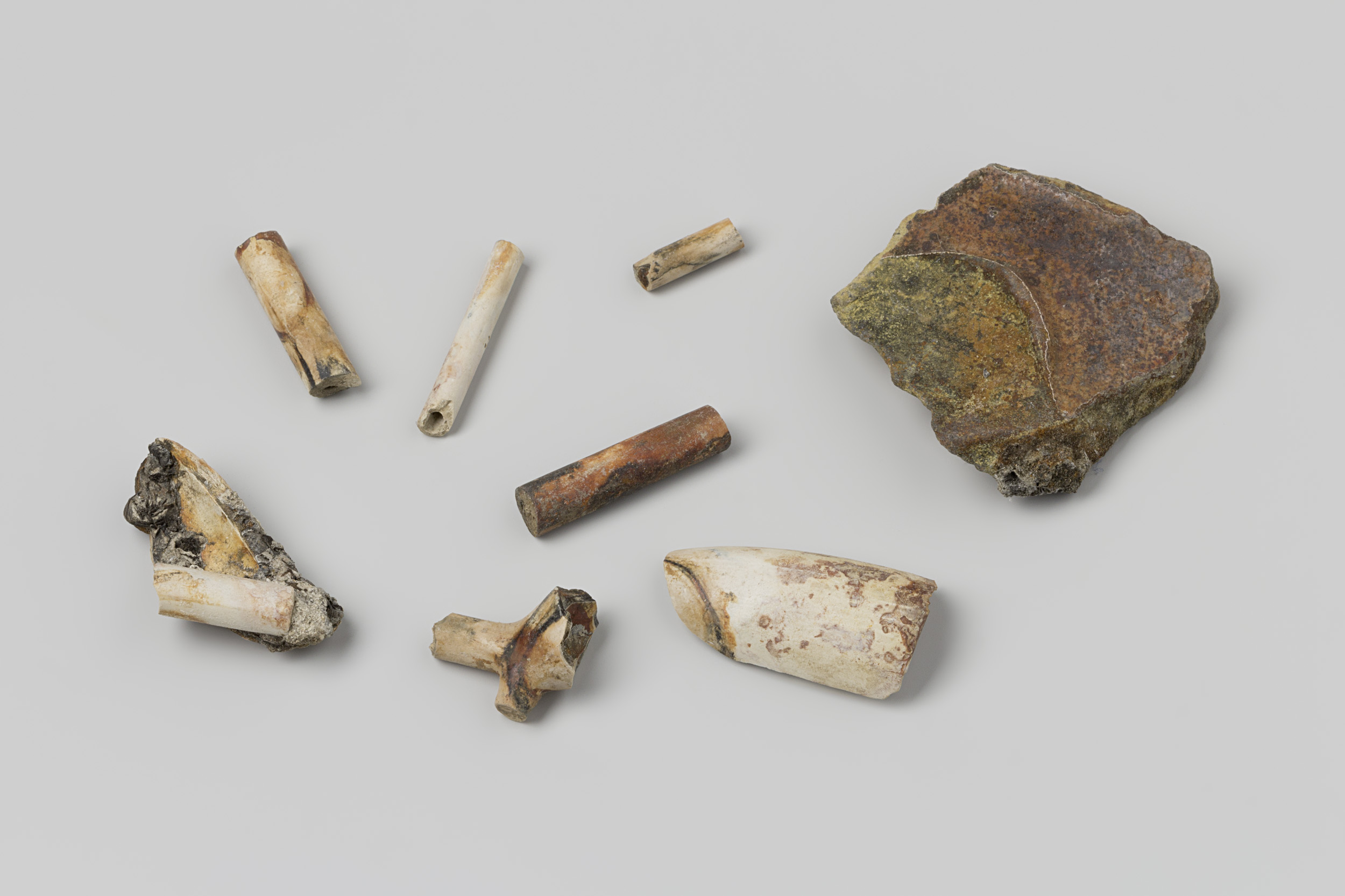
Vaatwerk en Goudse pijpen
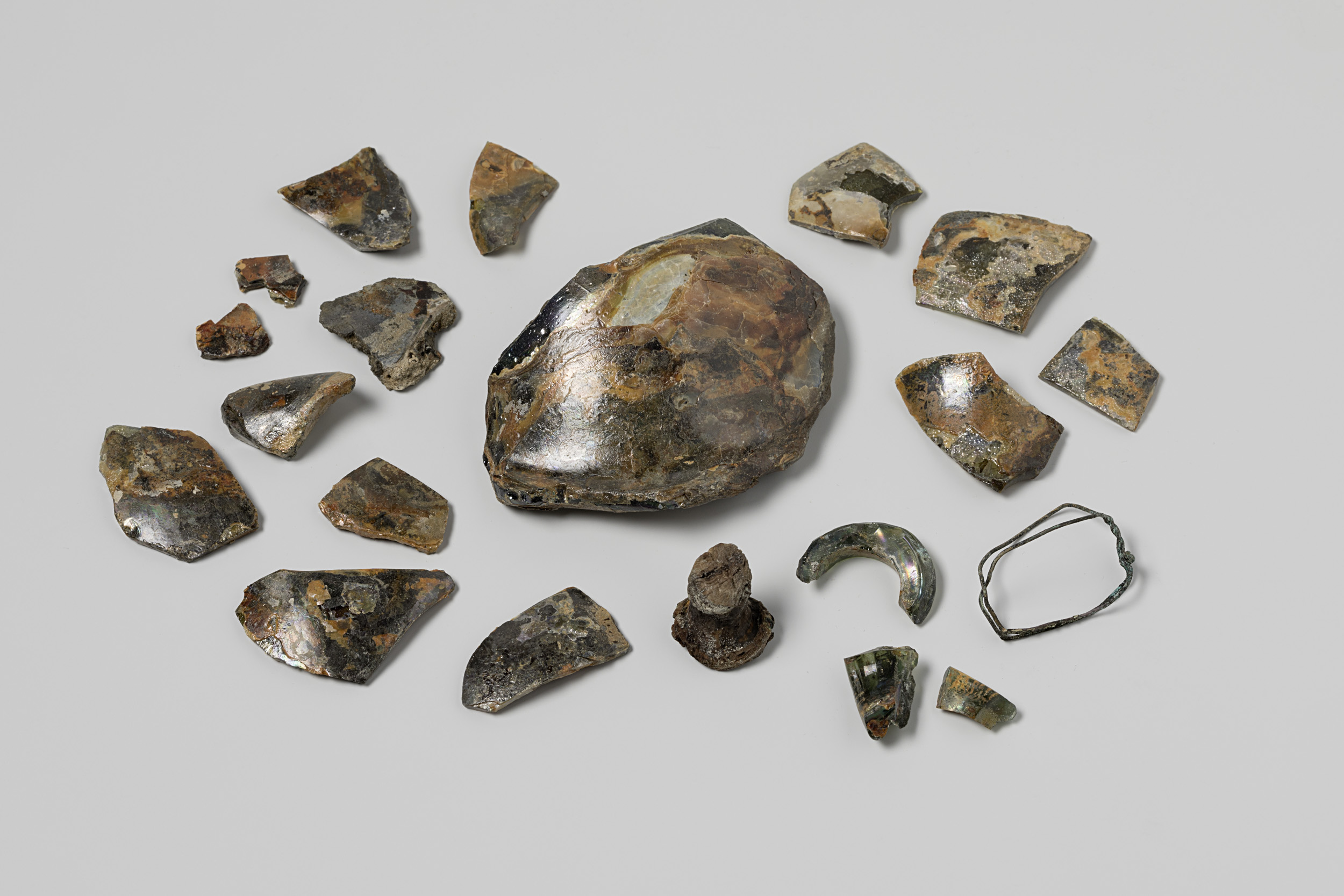
Glasscherven van wijnflessen
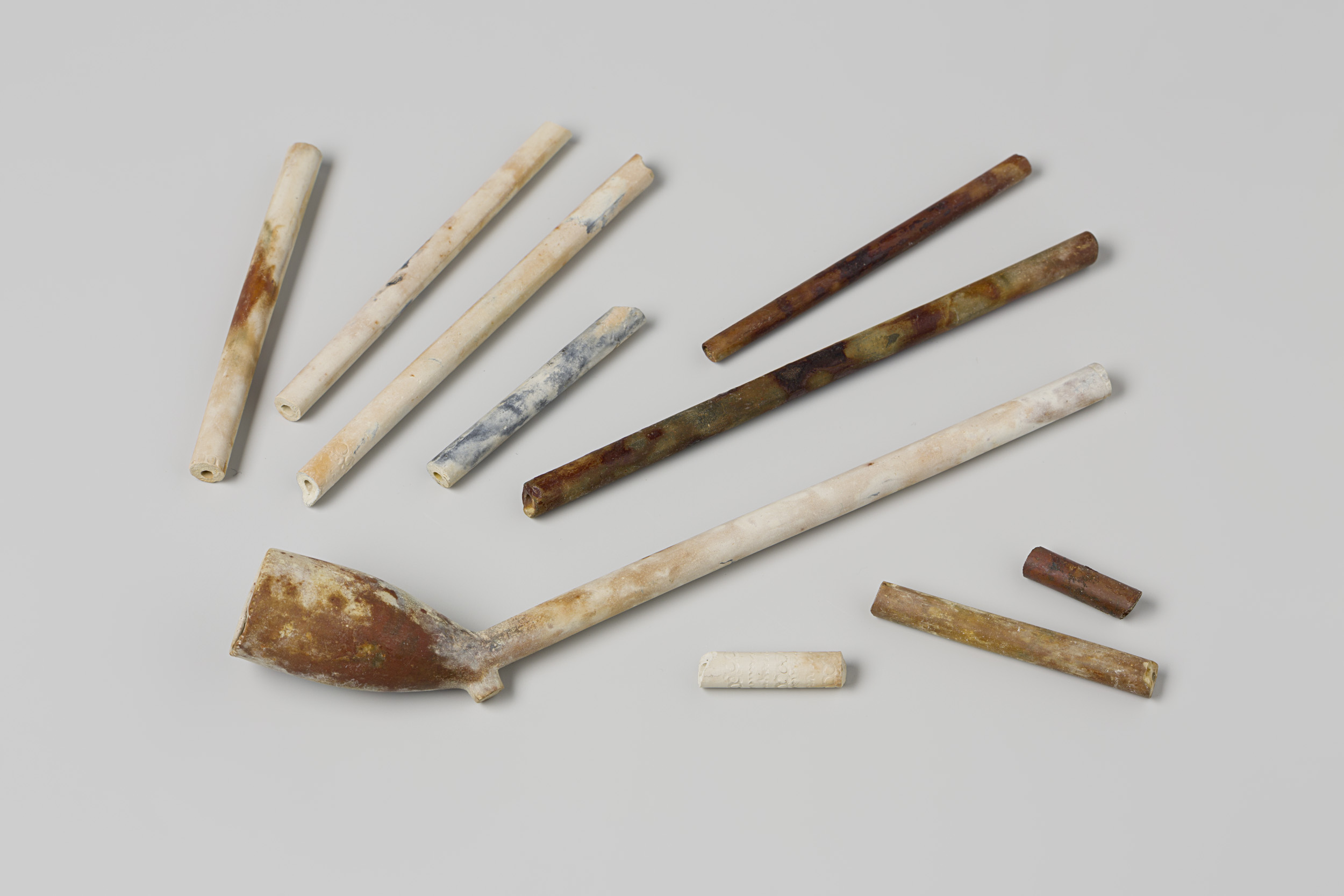
Pijp en fragmenten pijpenstelen
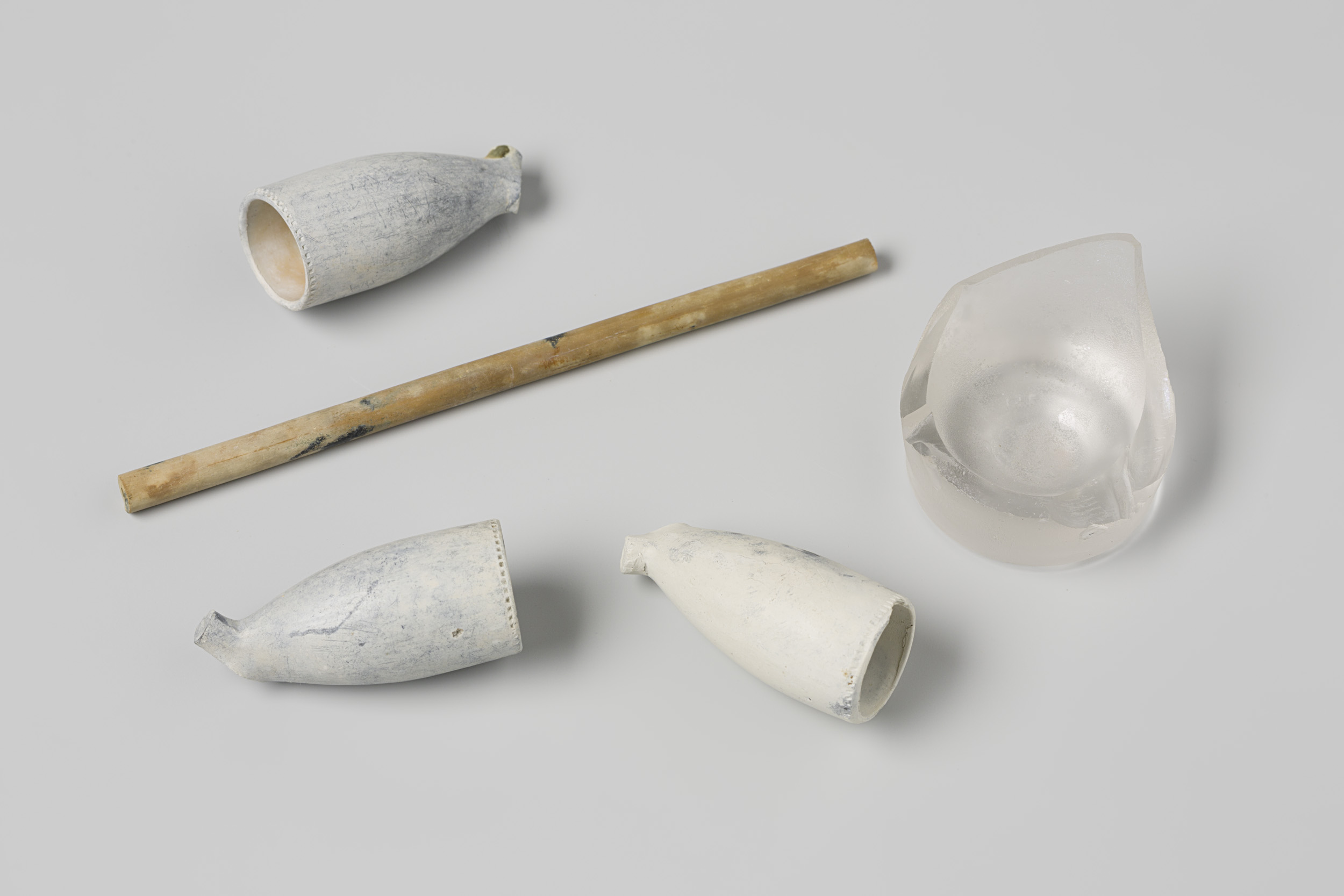
Voet van een drinkglas, fragmenten van pijpenkoppen en van een pijpensteel
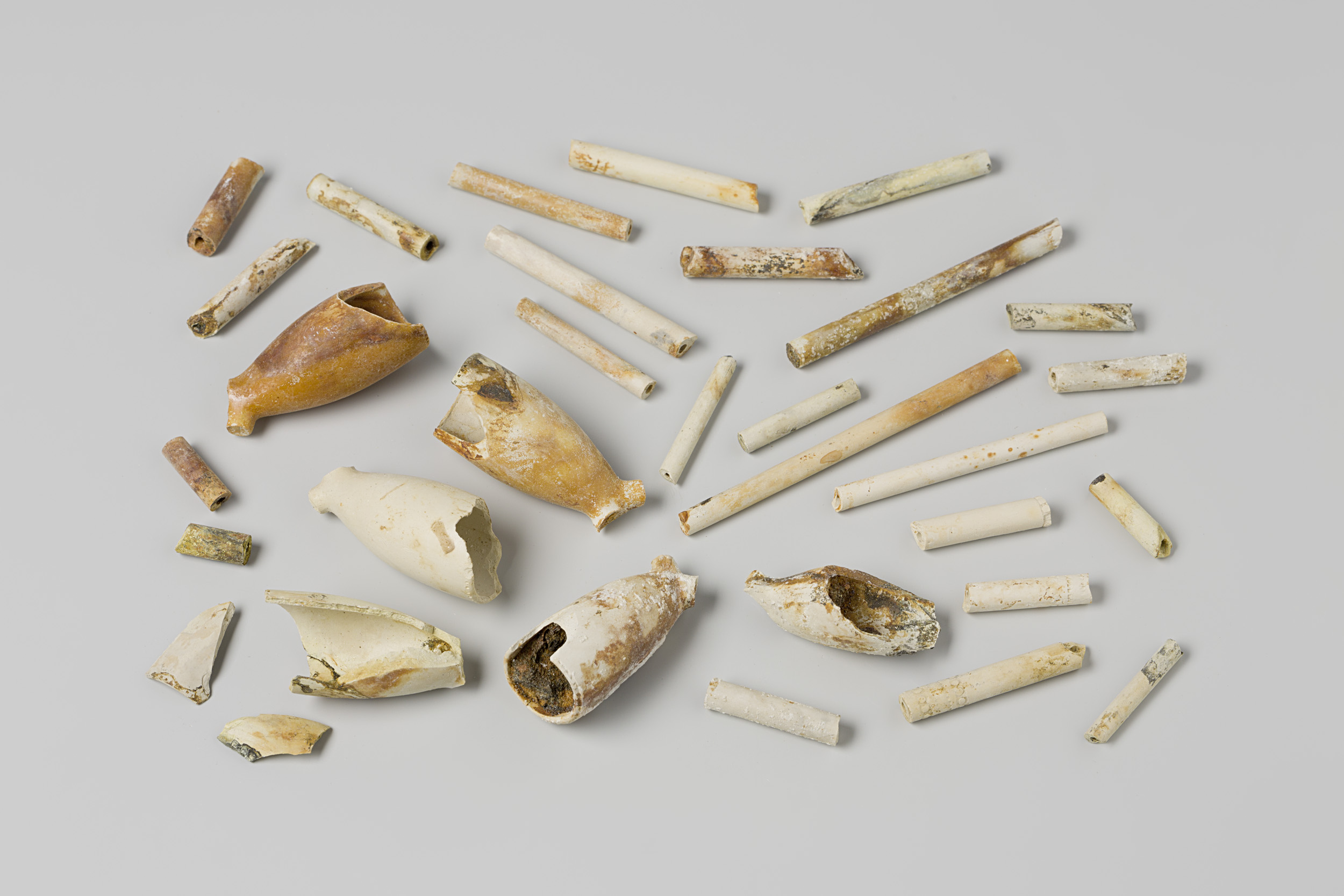
Fragmenten van pijpenkoppen en pijpenstelen
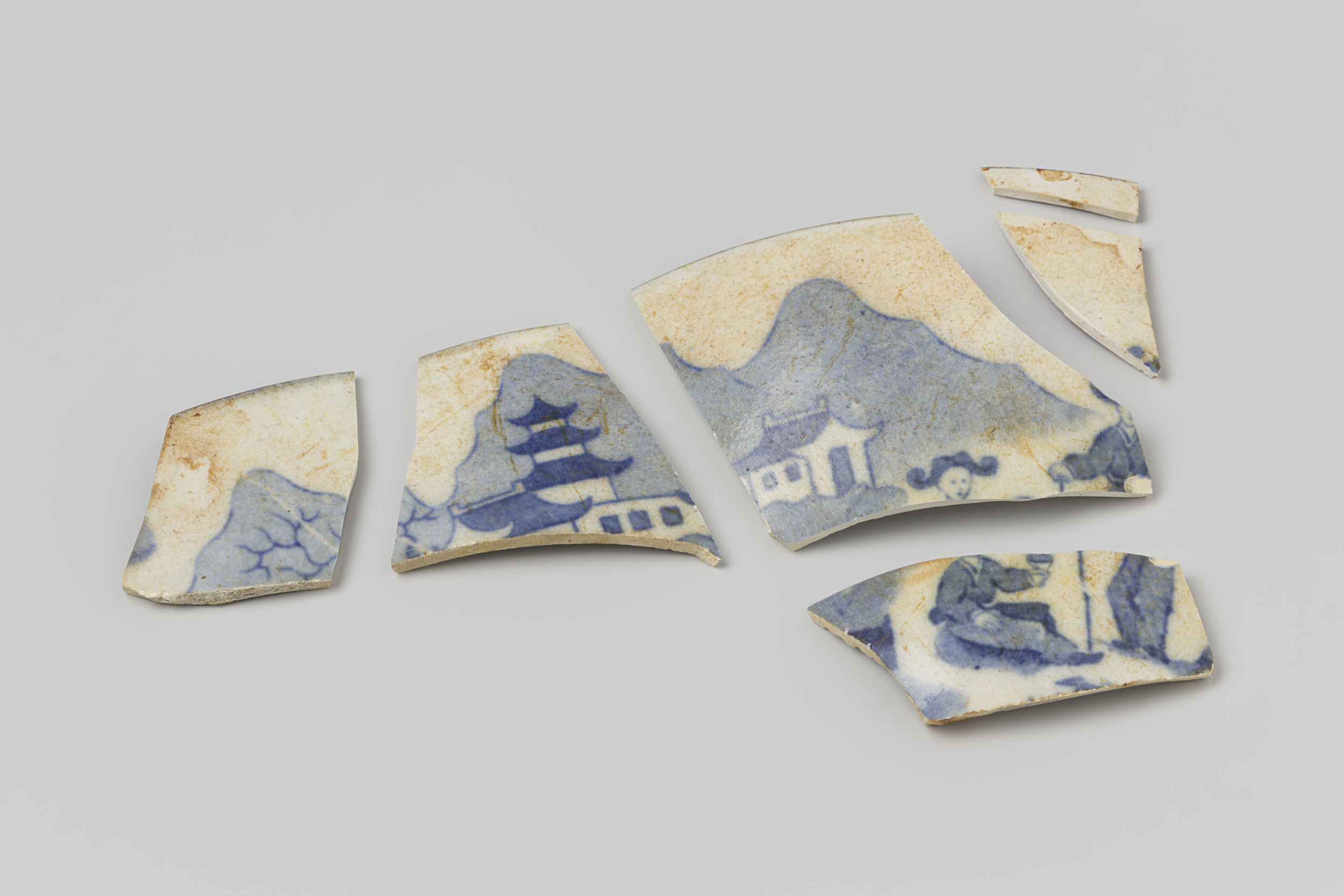
Scherven van een schaal
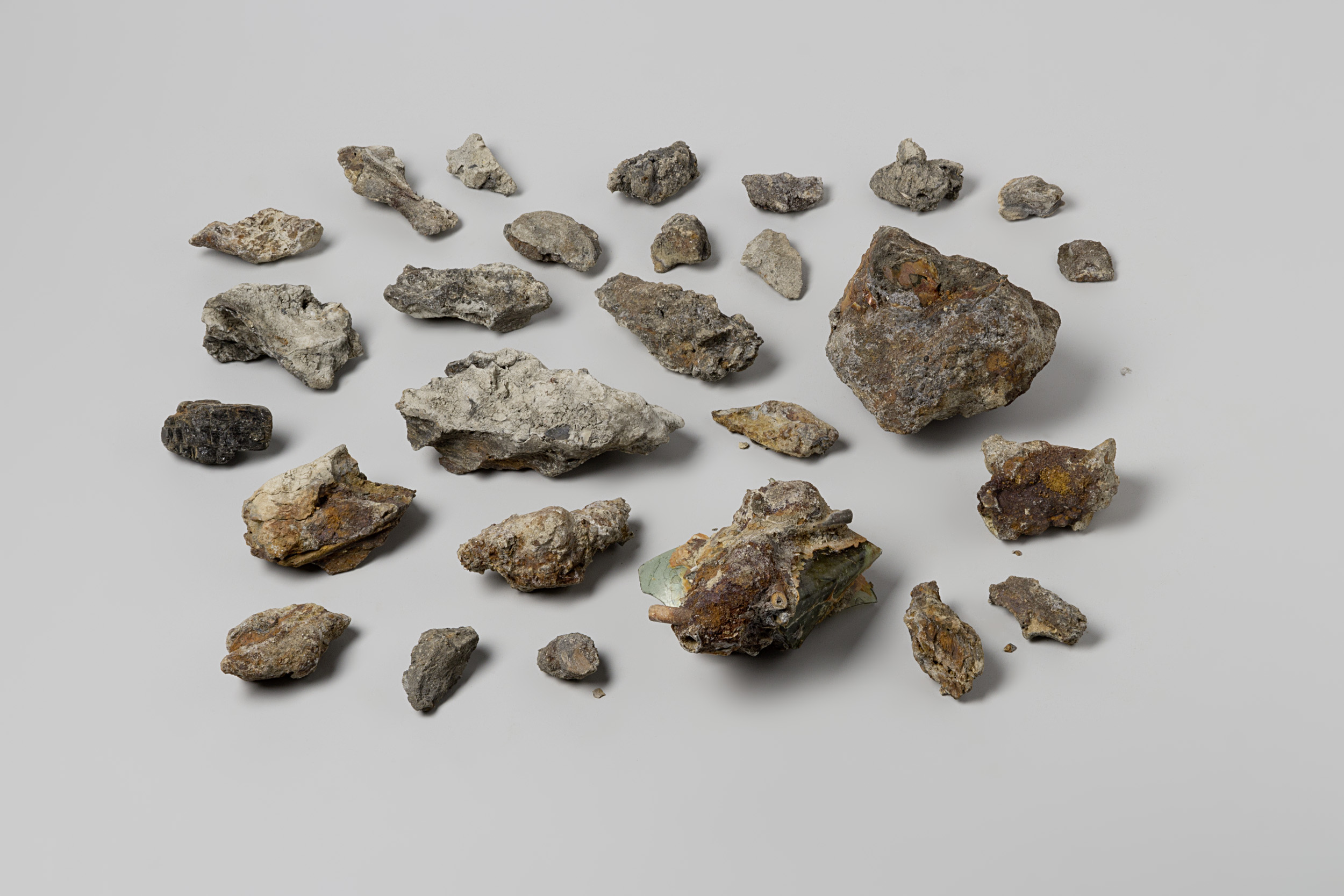
Brokken ijzerconcretie met verschillende omsloten objecten
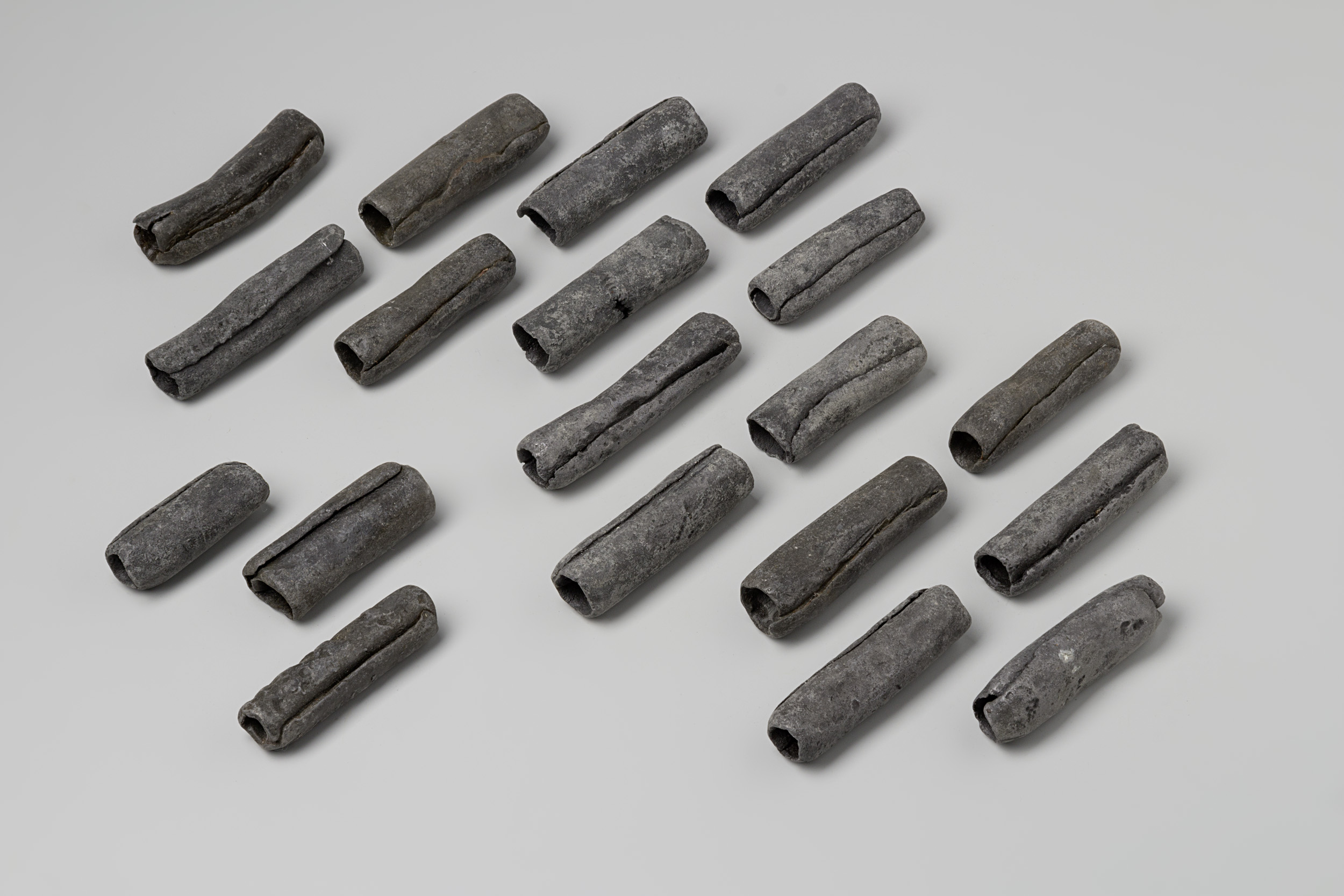
Rollen lood
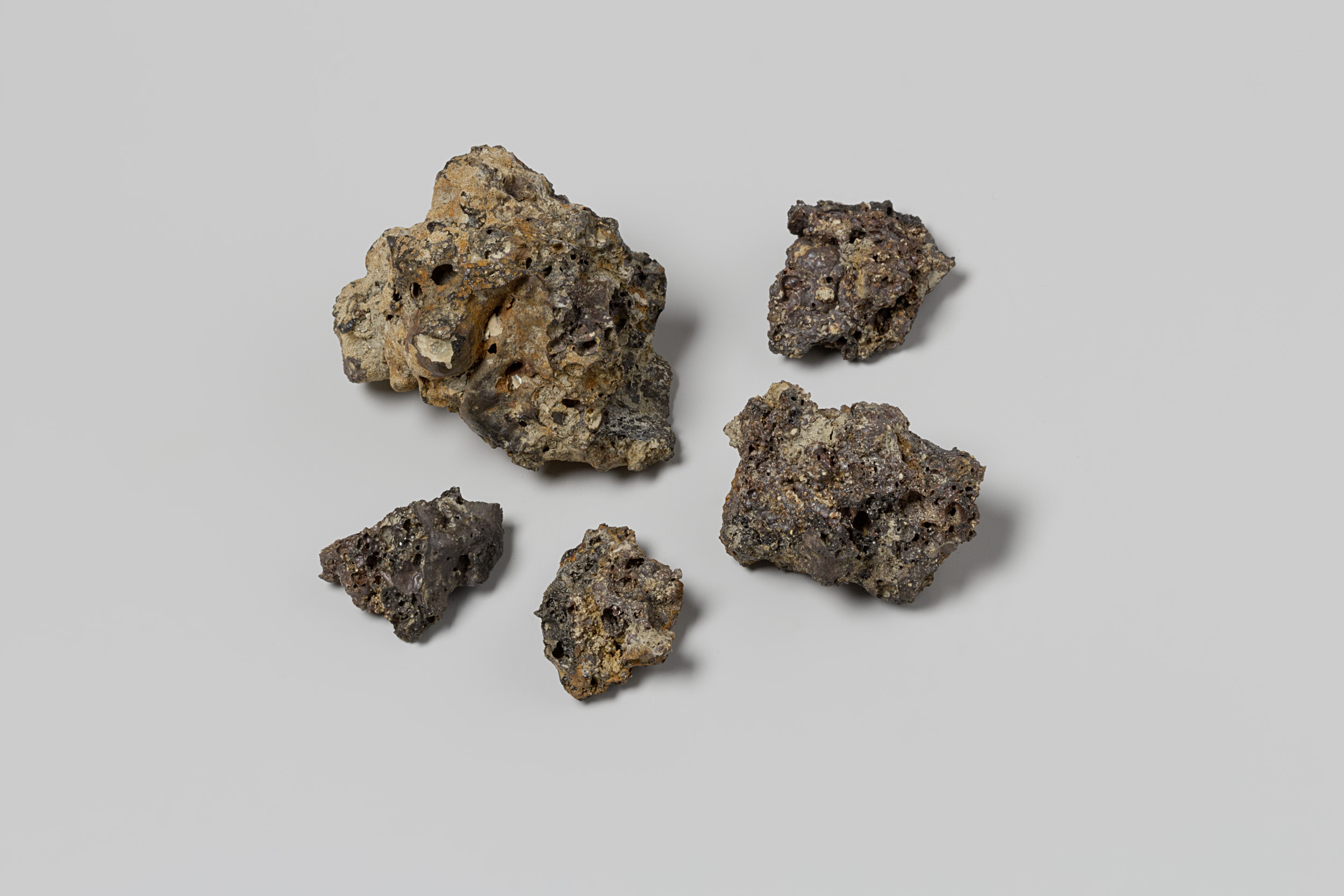
Restafval van steenkool
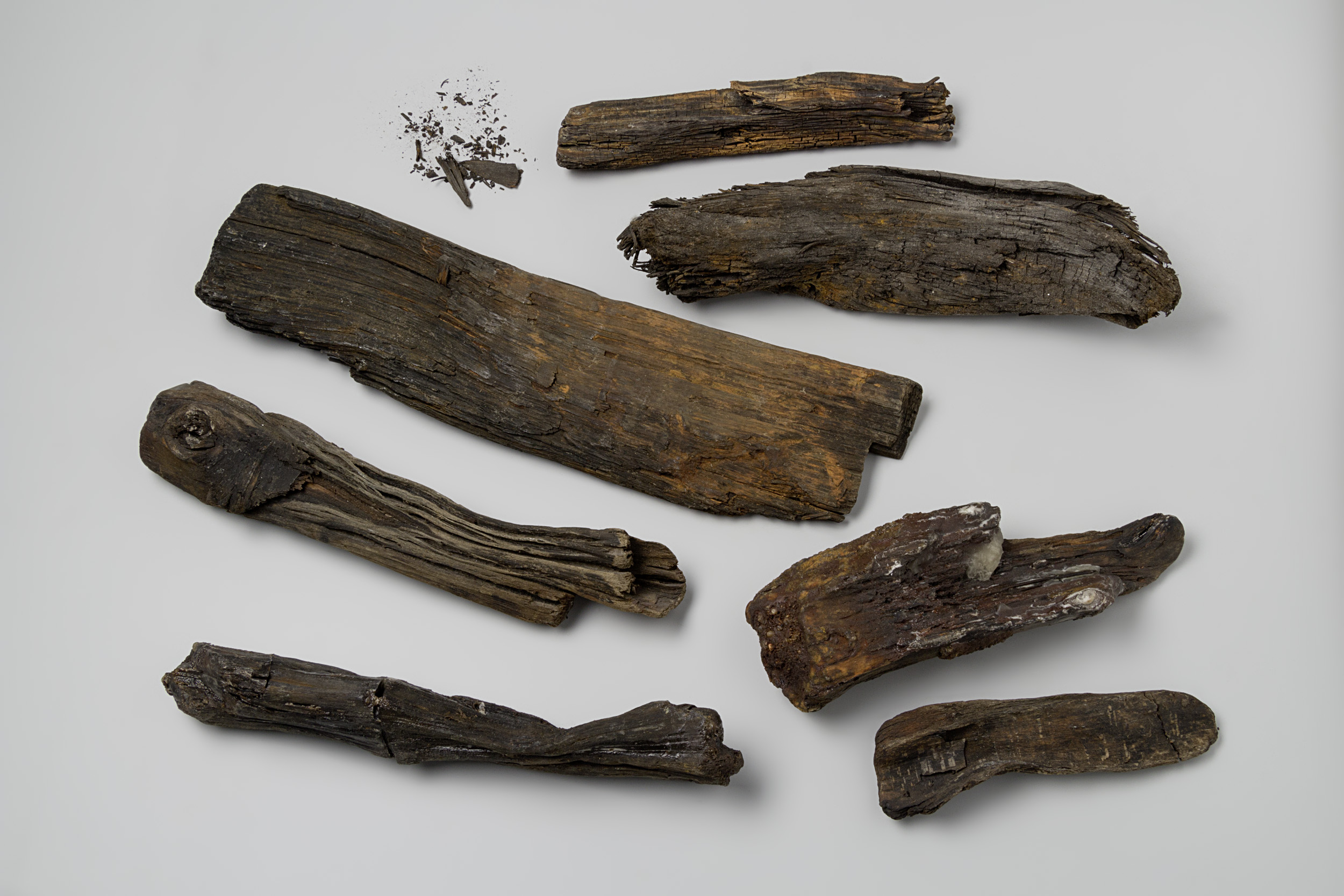
Fragmenten van brandhout

## Slachtoffers
Via de index van VOC opvarenden van het Nationaal Archief is het mogelijk de lijst met 238 slachtoffers van de ramp van 1735 te reconstrueren. Voor zover mogelijk zijn plaatsnamen aan de huidige spelling aangepast en is informatie m.b.t. ouders en doopdatum toegevoegd:
- Aarnout van Dinteren, 's-Gravenhage, matroos
- Aart Janse van den Kneijff, Delft, bootsmansmaat
- Abraham de Jongh, Vlissingen, onderstuurman
- Abraham van Ditmars, Utrecht, korporaal
- Abraham Daniels, Pingen, adelborst
- Abraham Hilbers, Solingen, soldaat
- Abraham Saij, Middelburg, soldaat
- Adam Heijckers, Middelburg, jongen
- Adam Thijssen, Beekum, matroos
- Adriaen van der Graeff, Sprang, huistimmerman
- Adriaen Muijllaert, Aalst (B), soldaat
- Adriaen Rottij, Middelburg, matroos
- Albert de Groe, Rijssel, metselaar
- Alixij Jordaen, Godienpre in Artois, matroos
- Andries Bouman, Zwolle, matroos
- Andries Goversen, Langeson, matroos
- Andries Hansen, Merdu in Noorwegen, matroos
- Antonij Arents, Oostervelt in Ceulslant, korporaal
- Antonij Faicq, Douwaij, soldaat
- Antonij Schrenk, Bremen (D), matroos
- Antonij Swarts, Bitslaer, soldaat
- Antonij Timmens, Dordrecht, scheepstimmerman
- Arij Berde den Eijkenoom, Gijsendam, matroos
- Arij Jacobusse Slooff, Rotterdam, matroos
- Arij Jooste de Bon, Schiedam, matroos
- Arij de Jonghe, Dordrecht, matroos
- Arij Apenhuijse, Gouda, soldaat
- Arnoldus van Rosmael, Bergen op Zoom, tamboer
- Arnoldus van der Kappe, Aalst (B), soldaat
- Arnoldus van der Linde, Rotterdam, matroos
- Boudewijn van Beest, 's-Gravenhage, bottelier
- Carel Coster, Dusseldorf (D), soldaat
- Carel Everand, Gent (B), soldaat
- Carel Parasijs, Goes, matroos
- Carolus van Moe, Brugge (B), koperslager
- Casper Nasies, Brugge (B), provoost
- Christiaen Hoevenaer, Dordrecht, matroos
- Christiaen Goudsmit, Tijsuldus Welde in Saxen (D), soldaat
- Christiaen Roltjes, Veere, scheepskorporaal
- Christoffel Hazaert, Blauslits (D), matroos
- Christoffel Lievetrouw, Blankenberge (B), soldaat
- Claas Cornelisse Roggeveen, Kralingen, (onbekend)
- Claas vander Kraij, Leiden, matroos
- Claas Caij, Standdaarbuiten, matroos
- Claas Cassen, Ditmarsum (D), kok
- Claas Havet, Middelburg, matroos
- Claas Lourens, Everson, matroos,
- Claas Rutter, Schoonhoven, matroos. Gedoopt, 7 november 1700 te Schoonhoven, zoon van Migiel Jansen Rutgers en Lijsbeth van den Bergh. Echtgenoot van Aletta Kramers. Twee kinderen.
- Claas Sonius, Goes, matroos
- Claes Cassen, Ditmarsum (D), kok
- Coenraet Anderson Valk, Stockholm (Zweden), soldaat
- Coenraet Jacobs Heurninge, Ceulslant (D), matroos
- Cornelis de Brouwer, Gent (B), soldaat
- Cornelis de Groot, Sluis, oploper
- Cornelis van Hamerenbergh, Dordrecht, kwartiermeester
- Cornelis van der Horst, Hulst, schipper
- Cornelis Brants, Antwerpen (B), huistimmerman
- Cornelis Vlaming, Oud-Gastel, soldaat
- Daniel de Volder, Middelburg, onderkuiper
- Daniel Coenraet Wendsloff, Koningsbergen (nu Kaliningrad, Rusland), soldaat
- Daniel Gerloff, Koningsbergen (nu Kaliningrad, Rusland), soldaat
- Daniel Goens, Keijserslater in de Paltz (D), soldaat
- Emanuel Reijnout, Dordrecht, matroos
- Epke Theunis, Bolsward, matroos
- Evert Stevense, "Scherbe" in Yorkshire (UK),  matroos
- Francis la Meer, Antwerpen (B), soldaat
- Francis Vermeere, Antwerpen (B), soldaat
- Francois Hellaert, Lier (B), matroos
- Francois Orreel, Dikkebus bij Ieper (B), huistimmerman
- Francois Thilleman, Hemesen bij Antwerpen (B), matroos
- Frans van Duuren, Haarlem, soldaat
- Frans Brambach, Ments, soldaat
- Gerrit Arisse van der Wael, Rotterdam,
- Gerrit Jansen, Amsterdam,
- Gerrit Wensch, Amsterdam,
- Gijsbert Mellema, Rotterdam,
- Gijsbert Valkenburg, Haarlem,
- Gillis Jansen Kleijn, Vlissingen
- Gillis van der Hugt, Sint Jans Molenbeek bij Brussel (B),
- Gillis Lourens, Medemblik
- Gillis Ponse, Middelburg
- Guilhelmus van der Brugge, Gistele bij Brugge (B),
- Guiljaam Bruijnsteen, Aardenburgh,
- Willem Vroom, Heijkoop, matroos
- (wordt vervolgd)